# Demokratisering
Demokratisering är övergången från ett icke-demokratiskt styrelseskick till demokrati. Det innebär oftast att ett land går från en diktatur eller enpartistat till ett politiskt system med flera olika alternativa politiska partier, medborgerliga fri- och rättigheter och fria val.
I de flesta länder har detta skett genom gradvisa reformer av statsskicket över lång tidsperiod, men det kan också ske genom att det gamla statsskicket utmanövreras genom revolution eller statskupp.
Motsatsen till demokratisering är autokratisering.

## Faser i demokratiseringen
Demokratisering ses ofta som en process med olika faser, där en vanlig uppdelning är i faserna: liberalisering, transition och konsolidering. Först när en stat genomgått samtliga faser kan man tala om en fullständig demokratisering.
I liberaliseringsfasen lättar den icke-demokratiska regimen på förtrycket och medborgerliga och politiska rättigheter ökar, dock inom ramen för icke-demokratin. I transitionen så sker en övergång av styrelseskicket i riktning mot demokrati. När en demokrati konsolideras så fördjupas den och institutionaliseras.
Samtliga faser av en demokratisering - särskilt liberalisering och transition - kan avbrytas och leda en stat in på en väg som leder till ett annat styrelseskick än en fullvärdig demokrati. Det gäller till exempel hybridregimer.

### Icke-demokratins försvagning

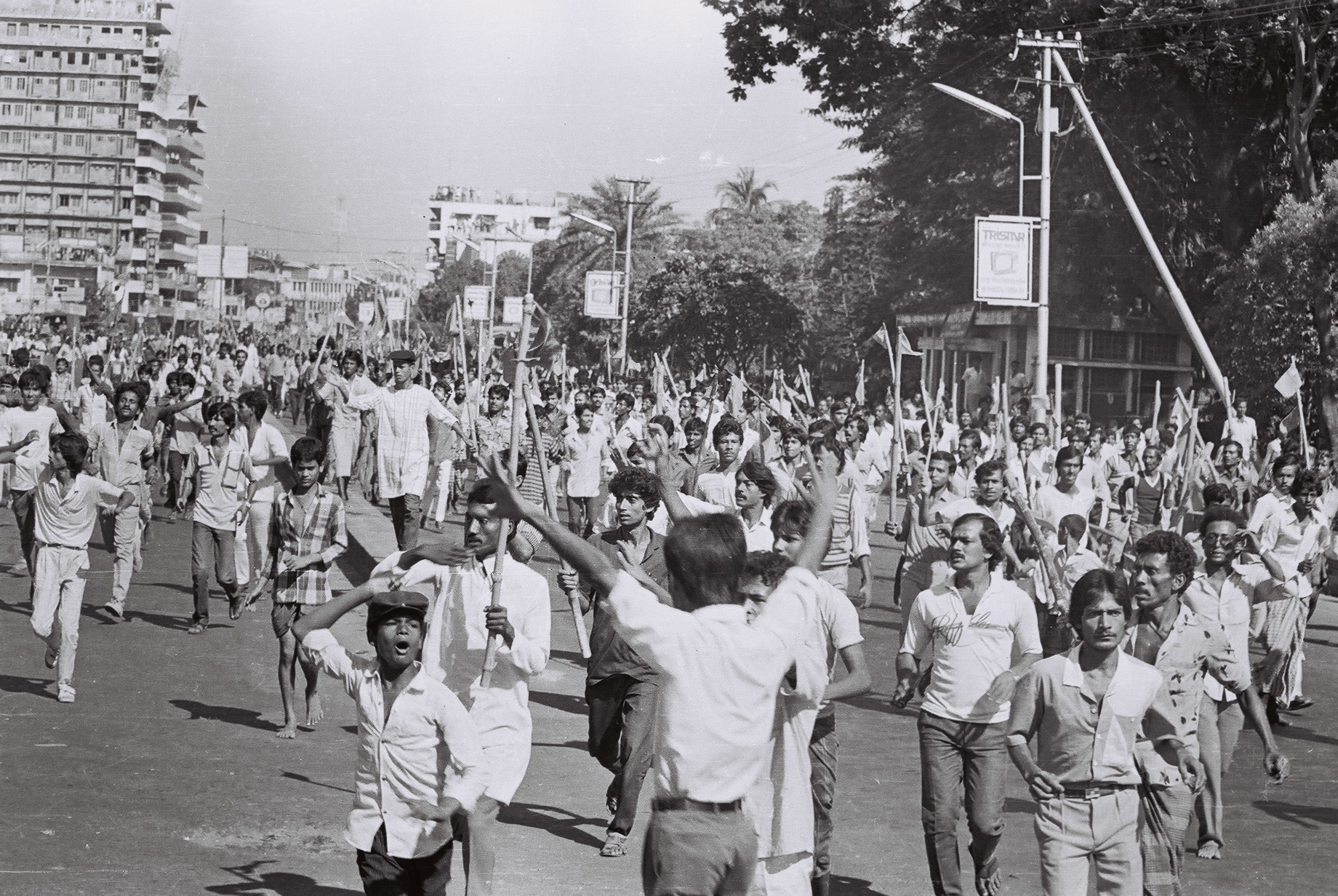
Protester för demokrati i Dhaka, Bangladesh, i november 1987. Folkliga protester kan vara en början på en övergång till demokrati.

Oavsett hur demokratiseringsprocessen delas upp eller konceptualiseras så är det första steget mot demokrati ett öppnande av autokratins (icke-demokratins) politiska system, alternativt en nedgång för det icke-demokratiska systemets legitimitet. Sådana första steg kan ske på olika sätt men är grunden för att kunna utveckla alternativa styrelseskick i landet i fråga. Analytiskt kan två typer av orsaker till autokratiers slut urskiljas: interna och externa orsaker.
De interna orsakerna tenderar att kretsa kring en kris för det icke-demokratiska politiska systemets legitimitet. Misslyckade ekonomiska reformer och ekonomiska kriser kan skapa socialt missnöje och protester. Samtidigt har ekonomisk utveckling också visat sig leda till kris för autokratiska system. Hur ekonomin påverkar det politiska systemet påverkas ofta av specifika politiska händelser, exempelvis när en politisk ledare avlider, korruptionsskandaler eller konkurrens mellan olika eliter inom regimen.
Externa orsaker har historiskt ofta handlat om att en stat besegrats i en väpnad konflikt. I vissa fall har det även handlat om att en icke-demokratisk regim tappat stödet av en annan stat som tidigare har stöttat det icke-demokratiska systemet. För en del stater kan det också finnas en dominoeffekt där demokratisering och diktaturer som misslyckas med att bibehålla makten kan sprida sig och "smitta" andra stater.

## Demokratiseringsvågor
I sin bok The Third Wave som gavs ut 1991 lanserade statsvetaren Samuel P. Huntington idén om att demokratiseringen i världen går i vågor. Med en demokratiseringsvåg menar Huntington en samling övergångar från icke-demokratiska till demokratiska styrelseskick som sker inom en avgränsad tidsperiod och överväger antalet övergångar i motsatt riktning (dvs. i riktning mot icke-demokrati) under samma tidsperiod. Utöver fullvärdiga demokratiövergångar menar Huntington att en våg också tenderar att föra med sig liberalisering och delvis demokratisering även i icke-demokratiska politiska system.
Enligt Huntington har tre demokrativågor skett under de senaste 200 åren, med vågor i motsatt riktning mellan dem. Den första ("den långa") demokratiseringsvågen varade mellan 1828-1926, den andra vågen 1943-1962 och den tredje vågens början placerar Huntington till 1974 (han anger inget slut på den tredje vågen). För varje demokrativåg har det också uppstått "motvågor" som har försvagat eller backat demokratiseringen. Den första motvågen varade mellan 1922-1942 och den andra 1958-1975.

### Första demokrativågen
Grunden för den tidiga demokratiseringen under 1800-talet återfinns i den amerikanska respektive franska revolutionen. Revolutionerna och de direkt efterföljande händelserna eller styrelseskicken klassar Huntington dock inte som demokrati. Han utgår istället från en definition (åtminstone under 1800-talet) där ett styrelseskick räknas som demokratiskt om det uppfyller två villkor: 1) 50 % av de vuxna männen ska vara röstberättigade, 2) en ansvarig ledare väljs antingen genom majoritetsval i ett parlament eller genom återkommande val bland folket.

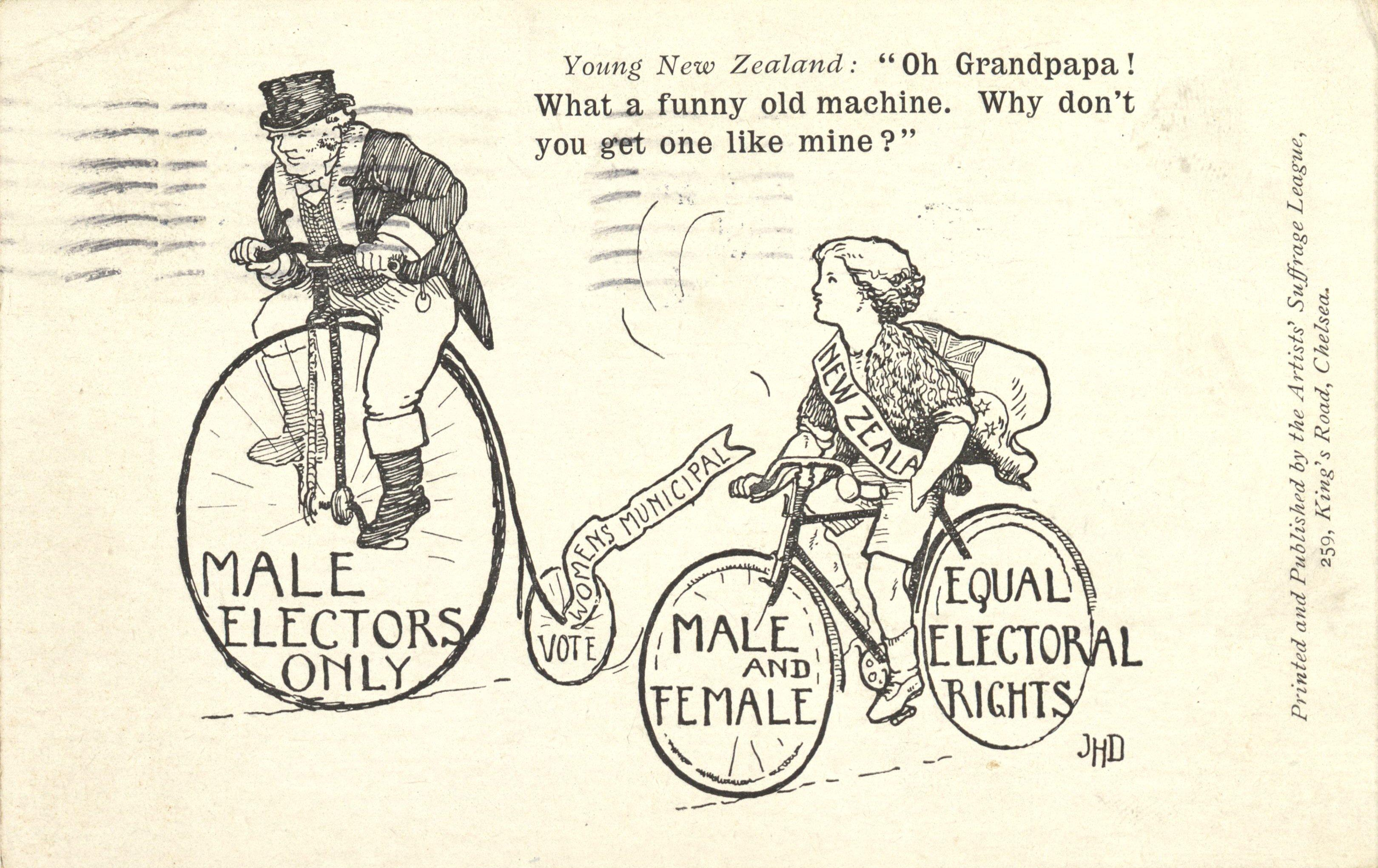
Vykort från Nya Zeeland som förespråkar lika rösträtt för män och kvinnor, ca 1912-13

Mot bakgrund av villkoren anser Huntington att den första demokrativågen började i USA i och med presidentvalet 1828. Det var då som tillräckligt många män - fler än 50% - i befolkningen hade fått rösträtt. Den utökade rösträtten berodde dels på att äldre delstater hade slopat krav på fastighetsinnehav, dels på tillkomsten av ett antal nya delstater. Under nästkommande decennier menar Huntington att även andra stater i världen gradvis demokratiserades genom att rösträtten utökades, att antalet röster per person reducerades, införandet av valhemlighet och att fler länders premiärministrar och regeringar gjordes ansvariga inför respektive parlament.
Innan 1800-talets slut argumenterar Huntington för att Schweiz, Frankrike, Storbritannien, flera brittiska dominier och ett antal mindre stater i Europa hade kvalificerat sig som demokratier. Inför första världskriget hade även Italien och Argentina så gott som demokratiserats enligt kriterierna. Ett antal länder, däribland Irland och Island, räknades också som demokratier i och med sin självständighet efter första världskrigets. I början av 1930-talet (egentligen utanför den första vågen), kan även Spanien och Chile klassas som demokratiska enligt Huntington.

### Första motvågen
På 1920- och 30-talen minskade takten av demokratiseringsprocesser generellt i världen, samtidigt som olika former av auktoritära politiska system etablerades. En särskild typ av autokrati, den folkliga totalitarismen, i form av inte minst fascism och nazism, kom att prägla perioden. Avdemokratiseringen var enligt Huntington särskilt stark i de länder som instiftade demokratiska institutioner runt första världskriget och fram till 1931, där enbart 4 av 17 stater klarade av att bibehålla sin demokrati under 20- och 30-talen. Av det dussintal länder som - enligt Huntingtons definition - hade övergått till demokrati före 1910 var det enbart Grekland som upplevde en demokratisk tillbakagång efter 1920. Ett stort antal av de stater vars demokrati minskade var också relativt unga stater (flera hade bildats strax före eller efter första världskriget), vilket enligt Huntington kan ses som en förklaring till demokratins snabba tillbakagång.

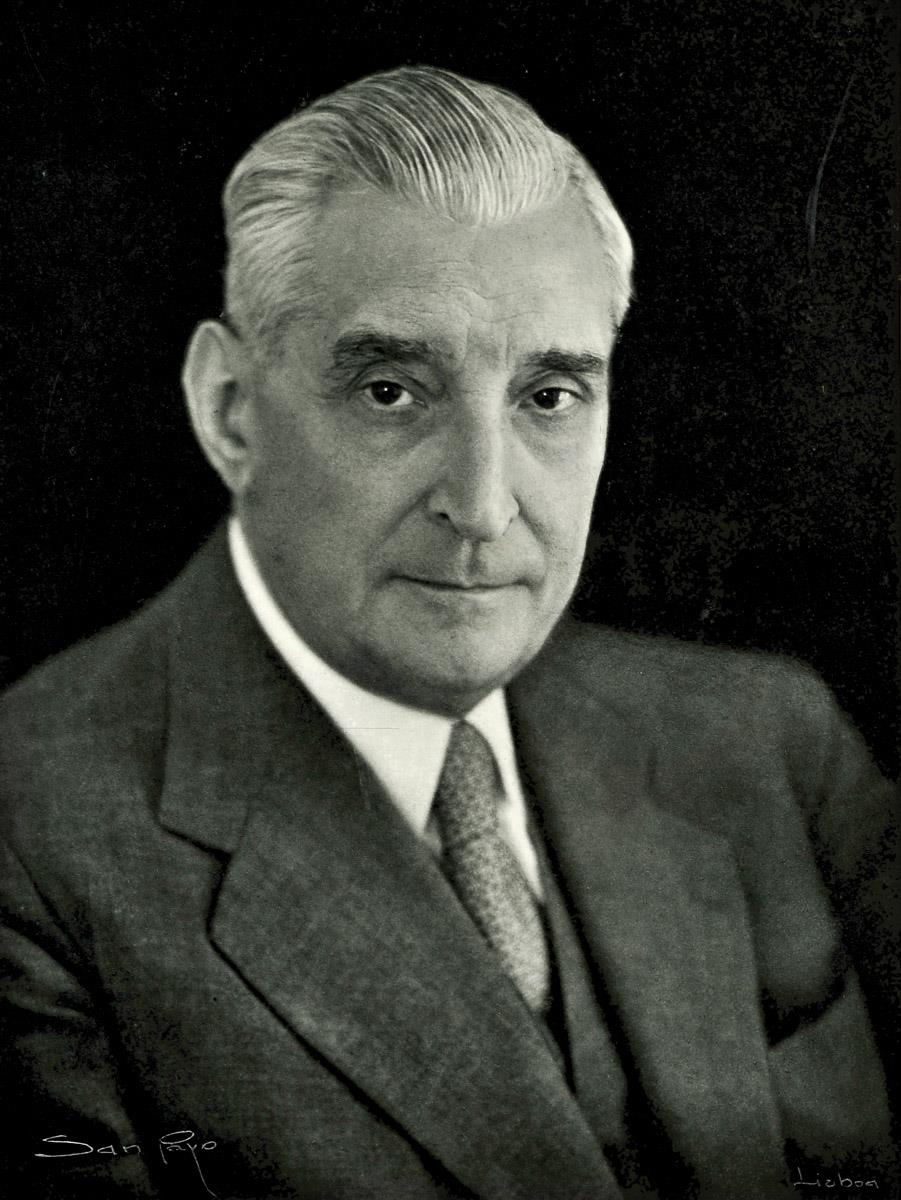
António de Oliveira Salazar, ledare för ett icke-demokratiskt Portugal, var en av många under 1920- och 30-talen som kom till makten genom en militärkupp.

Ett startskott för autokratins tillbakakomst kan sägas vara marschen mot Rom som Benito Mussolini och de italienska fascisterna genomförde 1922, vilket ledde till den Italienska demokratins fall. Under de följande åren kom även demokratiska system i Estland, Lettland, Litauen och Polen att försvinna, inte minst genom olika militärkupper. Genom Adolf Hitlers och det tyska nazistpartiets maktövertagande 1933 avslutades den tyska demokratin i form av Weimarrepubliken. Följande år kom utvecklingen i Tyskland även att innebära att demokratin i Österrike och Tjeckoslovakien försvann. Militärkupper skedde även i Portugal - där António de Oliveira Salazar steg för steg monterade ner demokratin - och i Brasilien, Argentina och i Japan. I Sydamerika kom även Uruguay att uppleva en autokratisering. I Spanien ledde en militärkupp till ett inbördeskrig, vilket 1939 avslutades med att den andra spanska republiken ersattes med Francisco Francos envälde.
Även i de länder som hade relativt starka demokratiska institutioner - som Frankrike och Storbritannien - bildades antidemokratiska grupperingar i den politiska högern och vänstern som kom att utmana demokratin som styrelseskick.

### Andra vågen
Den andra demokrativågen började under andra världskriget och utökades i och med krigets slut. Redan under det pågående kriget hade Uruguay vänt den politiska utvecklingen och påbörjat en ny demokratiseringsprocess. Flera sydamerikanska länder som Argentina, Colombia, Peru och Venezuela höll val 1945 och 1946, vilket ledde till ett antal folkvalda regeringar. I Europa kom Västtyskland, Italien och Österrike att etablera demokratiska system i och med världskrigets slut, liksom Japan och Korea demokratiserades i Asien.
En annan utveckling som präglade perioden var avkolonialiseringen, med ett antal Europeiska kolonialvälden som började upplösas. Även om många av de nya stater som blev självständiga i avkolonialiseringen uppvisade autokratiska tendenser så fanns det också flera exempel på begynnande demokratier. I Syd- och Sydostasien kom Indien, Sri Lanka och Filippinerna att etablera demokratiska institutioner som visade en relativ hållbarhet, även om de också kom att utmanas. Indonesien skapade en form av parlamentarism under 1950-talet och Pakistan och Malaysia gjorde ansträngningar för att åtminstone skapa vad Huntington benämner som en "kvasidemokrati". Israel och Nigeria etablerades också som demokratier vid självständigheten.